# Ialovîci, Mlîniv
Ialovîci (în ucraineană Яловичі) este un sat în comuna Iaroslavîci din raionul Mlîniv, regiunea Rivne, Ucraina.

## Demografie
Componența lingvistică a localității Ialovîci
     Ucraineană (99,5%)
     Alte limbi (0,5%)
Conform recensământului din 2001, majoritatea populației localității Ialovîci era vorbitoare de ucraineană (99,5%), existând în minoritate și vorbitori de alte limbi.